# Mecistomela
Mecistomela is een geslacht van kevers uit de familie bladkevers (Chrysomelidae).
De wetenschappelijke naam van het geslacht werd in 1899 gepubliceerd door Jacobson.

## Soorten
- Mecistomela marginata (Thunberg, 1821)